# 寺子乡
寺子乡，是中国甘肃省定西市通渭县下辖的一个乡镇级行政单位。

## 行政区划
寺子乡共辖以下地区：
窑坡村、王儿村、吊咀村、花亭村、郑阳村、谢黄村、寺子村、硖口村、中心村、董沟村、大营村、山坪村、董山村、凤凰村、长城村。